# حكيم كريم
حكيم كريم (بالروسية: Хаким Карим)، من مواليد 1905، وقتل سنة 1942، وعمره 37 عاماً، وهو كاتب سوفيتي طاجيكي، انضم للحزب الشيوعي سنة 1926، وكان محرراً لجريدة الحزب الناطقة باللغة الطاجيكية، قتل حكيم أثناء خدمته للجيش السوفيتي بالحرب العالمية الثانية.